# Gymnochroma fulvipicta
Gymnochroma fulvipicta là một loài bướm đêm thuộc phân họ Arctiinae, họ Erebidae.